# جيمس بريدغز
جيمس بريدغز (بالإنجليزية: James Bridges)‏ هو منتج أفلام وكاتب سيناريو ومخرج أمريكي، ولد في 3 فبراير 1936 في باريس في الولايات المتحدة، وتوفي في 6 يونيو 1993 في لوس أنجلوس في الولايات المتحدة بسبب سرطان.

## وصلات خارجية
- جيمس بريدغز على موقع IMDb (الإنجليزية)
- جيمس بريدغز على موقع الموسوعة البريطانية (الإنجليزية)
- جيمس بريدغز على موقع ألو سيني (الفرنسية)
- جيمس بريدغز على موقع أول موفي (الإنجليزية)
- جيمس بريدغز على موقع قاعدة بيانات الأفلام السويدية (السويدية)
- جيمس بريدغز على موقع إن إن دي بي (الإنجليزية)
- جيمس بريدغز على موقع قاعدة بيانات الفيلم (الإنجليزية)
- جيمس بريدغز على موقع كينوبويسك (الروسية)